# Alex Reid
Alexandra Reid Varley (Lawrence, Kansas, 5 de março de 1990), mais frequentemente creditada na carreira musical como Alex Reid, é uma cantora e rapper norte-americana. Ela foi integrante do grupo feminino sul-coreano BP Rania, onde se tornou a primeira integrante americana de um grupo de K-pop.

## Biografia
Alexandra Reid Varley nasceu em 5 de março de 1992 em Lawrence, Kansas, Estados Unidos. Ela tem um irmão chamado William. Ao se mudar para Plano, Texas, como adolescente, Reid frequentou o "Plano Senior High School". Ela foi apresentada como um dos dezesseis membros do elenco da terceira temporada do programa de crianças da televisão de reality Endurance em 2004. Reid foi associado com Bjorn Leum e competiu juntos como a "Green Team", em última instância colocando sétimo geral na competição. Pouco depois, seu perfil do Myspace foi descoberto pelo assistente de Reid, levando-a a mudar-se para a cidade de Nova Iorque e iniciou a preparação para o seu debut - em última instância, assinando um contrato de gravação com Def Jam Recordings e um contrato de publicação com a Sony Music. Reid mudou-se para Los Angeles e foi gerenciada pelo Scooter Braun. Ela finalmente lançou seu single de estreia, "Body to Body", em 7 de novembro de 2011, com um vídeo de letra acompanhante. As letras da música foram escritas por Reid, enquanto o instrumental foi produzido por Dru Castro e Phil Margaziotis. A música foi tocada ao vivo pela primeira vez em conjunto com uma interpretação de "Do It Like a Dude" de Jessie J no evento "Kwanzaa Fest 2011" realizado em Dallas, Texas.
Reid lançou o seu extended play "Letters to My Ex", em 31 de agosto de 2012. Apesar de não classificar bem nos gráficos, a música recebeu críticas positivas de blogs e fóruns de música online. Letters to My Ex produziu dois singles antes de sua versão inicial - o primeiro single avançado, "Soldier", foi lançado em 3 de agosto de 2012. A música apresentou Traphik, que também contribuiu na caligrafia da música. O segundo single avançado, "My Ex", foi lançado em 10 de agosto de 2012. No meio de uma entrevista com Chan Lo, relatando a revista on-line Chicks N Kicks, ela revelou que a produção para o segundo extended play, "Chik Muzik", iniciou e foi apontada para tipo "pegar ou deixar" música nova, nova e corajosa que não leva a sério demais". O extended play foi planejado para ser lançado em março de 2013, mas foi arquivado devido à falta de atualizações. Após um hiato de um ano, Reid lançou um single autônomo, "Want Me Some U", em 14 de fevereiro de 2014.

## Carreira
A DR Music anunciou o comeback de Rania com seis membros que compõem seguindo numerosas mudanças de linha antes do anúncio em 29 de outubro de 2015. Reid foi posteriormente revelado quando Kim Seul-ji e Kim Hye-me, o terceiro e último membros revelados no 3 de novembro de 2015, a mais recente adição ao line-up em 4 de novembro de 2015. O desvendar recebeu a aprovação dos internautas coreanos, com muitos elogiando sua aparência; Por outro lado, a revelação resultou em um "debate acalorado entre fãs de hardcore e casual de K-pop e hip-hop, pontos de disputa entre apropriação cultural, licenças criativas e representação adequada". O terceiro extended play "Demonstrate" foi lançado em 4 de novembro de 2015, embora o vídeo de música que acompanha não apresentasse a Reid e, em vez disso, exibisse inúmeros tiros dos outros membros ao longo de seus versos. A situação foi abordada pela mídia sul-coreana, citando principalmente questões de visto como o problema por trás da ausência no vídeo. A música foi tocada ao vivo pela primeira vez com o line-up completo na edição de 14 de novembro de 2014 do programa de televisão de música Show! Music Core.
Em 2016, a DR Music lançou uma arrecadação de fundos para financiar a estreia da sub-unit "Hex" - composta por Reid e o membro mais jovem Hyeme, além do próximo extended play de Rania, que foi planejada para ser lançada em agosto de 2016. No entanto, o fundraiser foi encerrado pela Makestar após inúmeras tentativas falhadas de comunicação entre as duas partes. O término seguiu a partida dos três membros originais remanescentes de Rania Kim Da-rae, Lee Tae-eun e Jang Jin-young - forçando a data de lançamento de seu extended play para ser lançado. Reid então revelou sua promoção como líder do grupo. Após um breve período nos Estados Unidos para finalizar a produção do próximo álbum de Rania, ela se apresentou no evento "W Concert" realizada em Seul, Coreia do Sul, em 20 de novembro de 2016. DR Music anunciou que o grupo seria renomeado para BP Rania e, em última instância, lançou seu quarto extended play, "Start a Fire", em 29 de dezembro de 2016. "Make Me Ah" serviu como o segundo single promocional do extended play. A DR Music anunciou a ausência de Reid das demais apresentações televisionadas do single em 21 de fevereiro de 2017, citando uma oportunidade de atuação de uma equipe de produção não especificada por trás disso. Em 19 de agosto, a DR Music anunciou sua saída do BP Rania.

## Arte

### Estilo musical e influências
O gênero favorito de Reid é Celtic. Ela gosta de ouvir o rapper americano Eminem, a cantora canadense Alanis Morissette, o girl group pop Spice Girls e a cantora americana Britney Spears.

## Filmografia

### Televisão
| Ano  | Título            | Função      | Notas    |
| ---- | ----------------- | ----------- | -------- |
| 2004 | Endurance: Hawaii | Concorrente | 7º lugar |

### Vídeos musicais
| Ano  | Título           | Artista                      | Diretor    |
| ---- | ---------------- | ---------------------------- | ---------- |
| 2015 | "You Changed Me" | Jamie Foxx feat. Chris Brown | Director X |

## Discografia

### Extended plays
| Letters to My Ex                                                              | - Released: 12 de Setembro de 2012 - Label: Independent - Format: Digital download, online streaming Track listing 1. "My Ex" 2. "Soldier" (featuring Traphik) 3. "Hallelujah" (featuring Ben J of New Boyz) 4. "Do It Like Me" 5. "Good Girl" 6. "Want Me Bad" | — |
| "—" denotes items which were not released in that country or failed to chart. | |   |